# Ramshults tallskogar
Ramshults tallskogar är ett naturreservat i Söderköpings kommun i Östergötlands län.
Området är naturskyddat sedan 2019 och är 25 hektar stort. Reservatet ligger söder om Börrum väster om Nöstebosjön. Reservatet består av tre partier av gammelskog av tall och flera små mossar.